# United Airways
United Airways (tiếng Bengal:) là hãng hàng không Bangladesh. Hãng có trụ sở tòa nhà Uttara Thana, Dhaka, Bangladesh.. Hãng có tuyến bay nội địa và quốc tế đến với các quốc gia trên thế giới. Hãng được lập năm 2005 và bắt đầu bay ngày 10/7/2007 với chiếc máy bay đầu tiên Dash 8-100 mua của Island Air. Chiếc máy bay phản lực đầu tiên của hãng là một chiếc McDonnell Douglas MD-83. Hãng này nhận chiếc máy bay thân rộng đầu tiên, chiếc Airbus A310, cuối năm 2010.